# Go Your Own Way
"Go Your Own Way" é uma canção da banda de rock anglo-americana Fleetwood Mac. Lançada como single em janeiro de 1977, ela foi escrita por Lindsey Buckingham e a primeira das canções do álbum Rumours a ser lançada separadamente, antes do lançamento oficial do ábum. Produzida pela banda e por Ken Caillat e Richard Dashut, os produtores e engenheiros de som do álbum, ela foi gravada durante o ano de 1976 no Record Plant Studios, em Sausalito, California.
A canção chegou ao 10° lugar da Billboard Hot 100, tornando-se a primeira música da banda a entrar no Top 10 dos Estados Unidos. Ela ocupa a 120ª posição na lista das 500 Maiores Canções de Todos os Tempos da revista norte-americana Rolling Stone e está no Rock and Roll Hall of Fame's 500 Songs That Shaped Rock and Roll, a única das canções do Fleetwood Mac a conseguir este feito.
A canção trata da complicada relação e separação amorosa entre o guitarrista Buckingham e a vocalista Stevie Nicks na época em que foi gravada. Além do álbum original, "Go Your Own Way" foi relançada em mais cinco discos posteriores do Mac, Live (1980), Greatest Hits (1988), 25 Years - The Chain (1992), The Dance (1997) e The Very Best of Fleetwood Mac (2002), além de fazer parte dos álbuns com trilha sonora de dois filmes, Casino soundtrack (1995) e Forrest Gump Special Collector's Edition soundtrack (2001).
"Go Your Own Way" já foi regravada por, entre outros, Boy George, The Cranberries, Wilson Phillips, Jellyfish, Carrie Underwood, a banda de punk rock NOFX e Lea Michele, na personagem Rachel Berry, do seriado de televisão Glee.